# دايفيد بي لاندو
دايفيد بي لاندو (بالإنجليزية: David P. Landau)‏ هو فيزيائي وأستاذ جامعي أمريكي، ولد في 22 يونيو 1941 في سانت لويس في الولايات المتحدة.